# Bezsecki járás

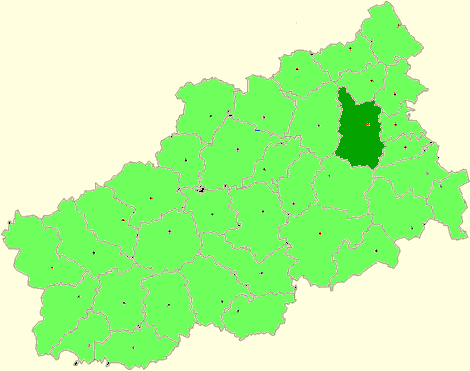
A Bezsecki járás a Tveri területen

A Bezsecki járás (oroszul Бежецкий район) Oroszország egyik járása a Tveri területen. Székhelye Bezseck.

## Népesség
- 1989-ben 18 786 lakosa volt.
- 2002-ben 14 277 lakosa volt.
- 2010-ben 36 701 lakosa volt, melyből 33 065 orosz, 307 ukrán, 164 cigány, 128 fehérorosz, 100 örmény, 99 csuvas, 95 azeri, 67 tadzsik, 65 tatár, 64 csecsen, 62 üzbég, 45 moldáv, 42 karjalai, 42 kirgiz, 26 mordvin, 22 dargin, 17 lezg, 17 mari, 17 német, 15 tabaszaran, 13 komi, 13 lengyel, 10 baskír stb.